# Tour de France 1980
67. Tour de France rozpoczął się 26 czerwca w niemieckim Frankfurcie, a zakończył się 21 lipca w Paryżu. Wyścig składał się z prologu i 22 etapów. Cała trasa liczyła 3842 km.
Klasyfikację generalną wygrał Holender Joop Zoetemelk, wyprzedzając swego rodaka Henniego Kuipera i Francuza Raymonda Martina. Klasyfikację punktową i sprinterską wygrał Belg Rudy Pevenage, klasyfikację górską Raymond Martin, a klasyfikację młodzieżową Holender Johan van der Velde. Najaktywniejszym kolarzem został Francuz Christian Levavasseur. W klasyfikacji drużynowej najlepsza była francuska ekipa Miko–Mercier, a w punktowej klasyfikacji drużynowej zwyciężył holenderski zespół TI-Raleigh.
Reprezentujący RFN Dietrich Thurau na krótko przed rozpoczęciem Touru został przyłapany stosowaniu na dopingu. Dopuszczono go jednak do startu, do czasu zbadana próbki B. Wynik był negatywny.

## Drużyny
W tej edycji TdF wzięło udział 15 drużyn:
- Renault-Gitane-Campagnolo
- Ti Raleigh-Creda
- Puch-Sem-Campagnolo
- Peugeot-Esso-Michelin
- Daf Trucks-Lejeune-PZ
- Splendor-Admiral-TV Ekspres
- Marc-IWC-VRD
- Miko-Mercier-Vivagel
- La Redoute-Motobecane
- IJsboerke-Warncke Eis-Koga Miyata
- Boston-Mavic-Amis du Tour
- Teka
- Kelme

## Etapy
| P  | 26 czerwca | Frankfurt                                   | ITT 7,6 km    | Bernard Hinault      | Bernard Hinault  |               |               |
| 1A | 27 czerwca | Frankfurt – Wiesbaden                       | 133,0 km      | Jan Raas             | Bernard Hinault  |               |               |
| 1B | 27 czerwca | Wiesbaden – Frankfurt                       | TTT 45,8 km   | Raleigh              | Gerrie Knetemann |               |               |
| 2  | 28 czerwca | Frankfurt – Metz                            | 276,0 km      | Rudy Pevenage        | Yvon Bertin      |               |               |
| 3  | 29 czerwca | Metz – Liège                                | 282,5 km      | Henk Lubberding      | Rudy Pevenage    |               |               |
| 4  | 30 czerwca | Spa                                         | ITT 34,6 km   | Bernard Hinault      | Rudy Pevenage    |               |               |
| 5  | 1 lipca    | Liège – Lille                               | 249,3 km      | Bernard Hinault      | Rudy Pevenage    |               |               |
| 6  | 2 lipca    | Lille – Compiègne                           | 215,8 km      | Jean-Louis Gauthier  | Rudy Pevenage    |               |               |
| 7A | 3 lipca    | Compiègne – Beauvais                        | TTT 65,0 km   | Raleigh              | Rudy Pevenage    |               |               |
| 7B | 3 lipca    | Beauvais – Rouen                            | 92,0 km       | Jan Raas             | Rudy Pevenage    |               |               |
| 8  | 4 lipca    | Flers – Saint-Malo                          | 164,2 km      | Bert Oosterbosch     | Rudy Pevenage    |               |               |
|    | 5 lipca    | Dzień przerwy                               | Dzień przerwy | Dzień przerwy        | Dzień przerwy    | Dzień przerwy | Dzień przerwy |
| 9  | 6 lipca    | Saint-Malo – Nantes                         | 205,3 km      | Jan Raas             | Rudy Pevenage    |               |               |
| 10 | 7 lipca    | Rochefort – Bordeaux                        | 163,0 km      | Cees Priem           | Rudy Pevenage    |               |               |
| 11 | 8 lipca    | Damazan – Laplume                           | ITT 51,7 km   | Joop Zoetemelk       | Bernard Hinault  |               |               |
| 12 | 9 lipca    | Agen – Pau                                  | 194,1 km      | Gerrie Knetemann     | Bernard Hinault  |               |               |
| 13 | 10 lipca   | Pau – Bagnères-de-Luchon                    | 200,4 km      | Raymond Martin       | Joop Zoetemelk   |               |               |
| 14 | 11 lipca   | Lézignan-Corbières – Montpellier            | 189,5 km      | Ludo Peeters         | Joop Zoetemelk   |               |               |
| 15 | 12 lipca   | Montpellier – Martigues                     | 160,0 km      | Bernard Vallet       | Joop Zoetemelk   |               |               |
| 16 | 13 lipca   | Trets – Pra Loup                            | 208,5 km      | Jos De Schoenmaecker | Joop Zoetemelk   |               |               |
| 17 | 14 lipca   | Serre Chevalier – Morzine                   | 242,0 km      | Mariano Martínez     | Joop Zoetemelk   |               |               |
|    | 15 lipca   | Dzień przerwy                               | Dzień przerwy | Dzień przerwy        | Dzień przerwy    | Dzień przerwy | Dzień przerwy |
| 18 | 16 lipca   | Morzine – Les Sept Laux                     | 189,8 km      | Ludo Loos            | Joop Zoetemelk   |               |               |
| 19 | 17 lipca   | Voreppe – Saint-Étienne                     | 139,7 km      | Sean Kelly           | Joop Zoetemelk   |               |               |
| 20 | 18 lipca   | Saint-Étienne                               | ITT 34,4 km   | Joop Zoetemelk       | Joop Zoetemelk   |               |               |
| 21 | 19 lipca   | Auxerre – Fontenay-sous-Bois                | 208,0 km      | Sean Kelly           | Joop Zoetemelk   |               |               |
| 22 | 20 lipca   | Fontenay-sous-Bois – Paryż (Champs-Élysées) | 186,1 km      | Pol Verschuere       | Joop Zoetemelk   |               |               |

## Klasyfikacje końcowe

### Klasyfikacja generalna
| Pozycja | Zawodnik          | Drużyna      | Czas          |
| ------- | ----------------- | ------------ | ------------- |
| 1.      | Joop Zoetemelk    | Renault      | 109 h 19' 14” |
| 2.      | Hennie Kuiper     | Miko-Mercier | +6' 55”       |
| 3.      | Raymond Martin    | Flandria     | +7' 56”       |
| 4.      | Johan De Muynck   | C&A          | +12' 24”      |
| 5.      | Joaquim Agostinho | Miko-Mercier | +15' 37”      |
| 6.      | Christian Seznec  | Raleigh      | +16' 16”      |
| 7.      | Sven-Åke Nilsson  | KAS          | +16' 33”      |
| 8.      | Ludo Peeters      | Raleigh      | +20' 45”      |
| 9.      | Pierre Bazzo      | C&A          | +21' 03”      |
| 10.     | Henk Lubberding   | Jobo         | +21' 10”      |

| Miejsca 11–85 | Miejsca 11–85             | Miejsca 11–85         | Miejsca 11–85 |
| Pozycja       | Zawodnik                  | Drużyna               | Czas          |
| ------------- | ------------------------- | --------------------- | ------------- |
| 11            | Robert Alban              | La Redoute-Motobecane | +22' 41”      |
| 12            | Johan van der Velde       | TI-Raleigh            | +25' 28”      |
| 13            | Claude Criquielion        | Splendor              | +27' 43”      |
| 14            | Jostein Wilmann           | Puch-Sem              | +28' 04”      |
| 15            | Régis Ovion               | Puch-Sem              | +29' 48”      |
| 16            | Lucien Van Impe           | Marc                  | +32' 55”      |
| 17            | Bernard Thevenet          | Teka                  | +32' 59”      |
| 18            | Ludo Loos                 | Marc                  | +36' 36”      |
| 19            | Jo Maas                   | DAF Trucks            | +36' 44”      |
| 20            | Vicente Belda             | Kelme                 | +42' 42”      |
| 21            | Patrick Busolini          | Puch-Sem              | +45' 35”      |
| 22            | Géry Verlinden            | IJsboerke-Warncke     | +52' 17”      |
| 23            | Ferdinand Julien          | Boston-Mavic          | +52' 37”      |
| 24            | Ismael Lejarreta          | Teka                  | +54' 05”      |
| 25            | Alberto Fernández         | Teka                  | +55' 17”      |
| 26            | Eddy Schepers             | DAF Trucks            | +55' 32”      |
| 27            | Daniel Plummer            | Splendor              | +58' 46”      |
| 28            | Pascal Simon              | Peugeot-Esso-Michelin | +58' 51”      |
| 29            | Sean Kelly                | Splendor              | +58' 54”      |
| 30            | René Martens              | DAF Trucks            | +59' 06”      |
| 31            | Bernard Vallet            | La Redoute-Motobecane | +59' 11”      |
| 32            | Mariano Martínez          | La Redoute-Motobecane | +1h 01' 06”   |
| 33            | Jean-Luc Vandenbroucke    | La Redoute-Motobecane | +1h 01' 30”   |
| 34            | Patrick Bonnet            | Renault-Gitane        | +1h 01' 38”   |
| 35            | Pedro Torres              | Kelme                 | +1h 02' 25”   |
| 36            | Bert Oosterbosch          | TI-Raleigh            | +1h 02' 59”   |
| 37            | Klaus-Peter Thaler        | Teka                  | +1h 05' 03”   |
| 38            | Gerrie Knetemann          | TI-Raleigh            | +1h 06' 23”   |
| 39            | Guido Van Calster         | Splendor              | +1h 06' 46”   |
| 40            | Bernard Bourreau          | Peugeot-Esso-Michelin | +1h 07' 11”   |
| 41            | Marco Antonio Chagas      | Puch-Sem              | +1h 07' 34”   |
| 42            | Rudy Pevenage             | IJsboerke-Warncke     | +1h 08' 02”   |
| 43            | Patrick Friou             | Miko-Mercier          | +1h 09' 34”   |
| 44            | Christian Levavasseur     | Miko-Mercier          | +1h 11' 18”   |
| 45            | Didier Vanoverschelde     | La Redoute-Motobecane | +1h 11' 32”   |
| 46            | Hubert Linard             | Peugeot-Esso-Michelin | +1h 11' 52”   |
| 47            | Ludo Delcroix             | IJsboerke-Warncke     | +1h 16' 14”   |
| 48            | Jean-Raymond Toso         | Puch-Sem              | +1h 19' 20”   |
| 49            | Graham Jones              | Peugeot-Esso-Michelin | +1h 20' 33”   |
| 50            | Jean-Louis Gauthier       | Miko-Mercier          | +1h 20' 58”   |
| 51            | Leo van Vliet             | TI-Raleigh            | +1h 21' 38”   |
| 52            | Joseph Borguet            | Splendor              | +1h 22' 02”   |
| 53            | Ferdi Van Den Haute       | La Redoute-Motobecane | +1h 22' 25”   |
| 54            | José Luis Mayoz           | Teka                  | +1h 22' 41”   |
| 55            | Patrice Thevenard         | Boston-Mavic          | +1h 23' 47”   |
| 56            | Paul Wellens              | TI-Raleigh            | +1h 23' 53”   |
| 57            | Bernardo Alfonsel         | Teka                  | +1h 25' 10”   |
| 58            | Alain Vigneron            | Boston-Mavic          | +1h 25' 23”   |
| 59            | Jacques Bossis            | Peugeot-Esso-Michelin | +1h 25' 30”   |
| 60            | Jos Jacobs                | IJsboerke-Warncke     | +1h 25' 44”   |
| 61            | Didier Lebaud             | Miko-Mercier          | +1h 26' 44”   |
| 62            | Hans-Peter Jakst          | Puch-Sem              | +1h 27' 59”   |
| 63            | Hendrik Devos             | DAF Trucks            | +1h 28' 49”   |
| 64            | Marcel Laurens            | Marc                  | +1h 29' 36”   |
| 65            | Pol Verschuere            | IJsboerke-Warncke     | +1h 30' 05”   |
| 66            | Jos De Schoenmaecker      | Marc                  | +1h 31' 03”   |
| 67            | Dirk Wayenberg            | IJsboerke-Warncke     | +1h 31' 07”   |
| 68            | Ludwig Wijnants           | IJsboerke-Warncke     | +1h 31' 09”   |
| 69            | Jan Jonkers               | Boston-Mavic          | +1h 32' 36”   |
| 70            | Pierre-Raymond Villemiane | Renault-Gitane        | +1h 32' 59”   |
| 71            | Patrick Perret            | Peugeot-Esso-Michelin | +1h 38' 11”   |
| 72            | Jacques Michaud           | Puch-Sem              | +1h 41' 36”   |
| 73            | Eric Van de Wiele         | IJsboerke-Warncke     | +1h 41' 38”   |
| 74            | Jean Chassang             | Renault-Gitane        | +1h 44' 34”   |
| 75            | Frédéric Brun             | Peugeot-Esso-Michelin | +1h 44' 51”   |
| 76            | Bernard Becaas            | Renault-Gitane        | +1h 45' 09”   |
| 77            | Joël Gallopin             | Miko-Mercier          | +1h 46' 12”   |
| 78            | Herman Beysens            | Splendor              | +1h 48' 19”   |
| 79            | Patrick Pevenage          | DAF Trucks            | +1h 49' 54”   |
| 80            | Jordi Fortià              | Kelme                 | +1h 52' 22”   |
| 81            | Maurice Le Guilloux       | Renault-Gitane        | +1h 53' 09”   |
| 82            | William Tackaert          | DAF Trucks            | +1h 57' 08”   |
| 83            | Jos Schipper              | Marc                  | +1h 59' 29”   |
| 84            | Roger Legeay              | Peugeot-Esso-Michelin | +1h 59' 40”   |
| 85            | Gerhard Schönbacher       | Marc                  | +2h 10' 52”   |

### Klasyfikacja punktowa
| Pozycja | Zawodnik      | Drużyna   | Punkty |
| ------- | ------------- | --------- | ------ |
| 1.      | Rudy Pevenage | IJsboerke | 194    |
| 2.      | Sean Kelly    | Splendor  | 153    |
| 3.      | Ludo Peeters  | IJsboerke | 148    |
| 4.      | Jos Jacobs    | IJsboerke | 122    |
| 5.      | Leo van Vliet | Raleigh   | 120    |

### Klasyfikacja górska
| Pozycja | Zawodnik         | Drużyna      | Punkty |
| ------- | ---------------- | ------------ | ------ |
| 1.      | Raymond Martin   | Miko-Mercier | 223    |
| 2.      | Ludo Loos        | Marc         | 162    |
| 3.      | Ludo Peeters     | IJsboerke    | 147    |
| 4.      | Sven-Åke Nilsson | Miko-Mercier | 145    |
| 5.      | Joop Zoetemelk   | Raleigh      | 137    |

### Klasyfikacja młodzieżowa
| Pozycja | Zawodnik            | Drużyna  | Czas          |
| ------- | ------------------- | -------- | ------------- |
| 1.      | Johan van der Velde | Raleigh  | 109 h 44' 42” |
| 2.      | Claude Criquielion  | Splendor | +2′ 15”       |
| 3.      | Daniel Plummer      | Splendor | +23' 18”      |

### Klasyfikacja sprinterska
| Pozycja | Zawodnik            | Drużyna      | Punkty |
| ------- | ------------------- | ------------ | ------ |
| 1.      | Rudy Pevenage       | IJsboerke    | 79     |
| 2.      | Jean-Louis Gauthier | Miko-Mercier | 45     |
| 3.      | Ludo Peeters        | IJsboerke    | 31     |
| 4.      | Pierre Bazzo        | La Redoute   | 28     |
| 5.      | Patrick Pevenage    | DAF          | 22     |

### Klasyfikacja drużynowa punktowa
| Pozycja | Drużyna      | Punkty |
| ------- | ------------ | ------ |
| 1.      | Raleigh      | 1020   |
| 2.      | Ijsboerke    | 1133   |
| 3.      | La Redoute   | 1291   |
| 4.      | Miko-Mercier | 1624   |
| 5.      | Splendor     | 1680   |

### Klasyfikacja drużynowa
| Pozycja | Drużyna      | Czas          |
| ------- | ------------ | ------------- |
| 1.      | Miko-Mercier | 450 h 25' 36” |
| 2.      | Raleigh      | +6' 02”       |
| 3.      | Puch         | +20' 35”      |
| 4.      | Splendor     | +50' 20”      |
| 5.      | La Redoute   | +55' 37”      |